# Монтевідео (губернаторство)
Посаду політичного і військового губернатора Монтевідео (ісп. Gobierno Político y Militar de Montevideo) створено 1751 року, коли згідно з Мадридським договором Іспанія отримала південну частину Східної смуги.
Тоді ця територія була мало населена, і беззахисна, як у випадку португальського вторгнення, так і в разі набігів індіанців, тому Іспанія вирішила заснувати тут окрему адміністративну одиницю, голова якої мав би як цивільну, так і військову владу. Насправді губернатор контролював лише територію, що простиралася на два кінних переходи (приблизно 70 км) від Монтевідео (у той час — невеликого села).
8 червня 1784 року під юрисдикцію Монтевідео віддано порт Мальдонадо, а також фортеці Санта-Тереза і Санта-Текла.
4 вересня 1788 року за наказом віцекороля Ріо-де-ла-Плати територія, підпорядкована губернатору Монтевідео, значно зросла.
1806 року, коли Сантьяго де Ліньєрс звільнив Буенос-Айрес від англійців, Королівська аудієнсія Буенос-Айреса не дозволила віцекоролю Рафаелю де Собремонте повернутися до виконання своїх обов'язків, і обрала Сантьяго де Ліньєрса тимчасовим віцекоролем. Губернатор Монтевідео Франсіско Хав'єр де Еліо зажадав, щоб новий віцекороль був призначений королем, бо іншого порядку іспанські закони не передбачали, а поки створив Хунту Монтевідео, яка мала підтверджувати всі укази з Буенос-Айреса (залишаючи за собою право відхилити їх). 1809 року Мартін де Альсага спробував підняти в Буенос-Айресі заколот проти Ліньєрса, але заколот було придушено, а Еліо надав притулок повстанцям у Монтевідео. Верховна центральна хунта призначила віцекоролем Бальтасара Ідальго де Сіснероса, який особисто прибув до Монтевідео; Еліо визнав владу Сіснероса і розпустив Хунту Монтевідео.
У 1810 році, коли стало відомо про те, що Наполеон змусив іспанського короля зректися престолу, сталася Травнева революція, і владу в Буенос-Айресі взяла в свої руки Перша хунта Аргентини. Монтевідео стало оплотом роялістів, і Регентська рада проголосила його новою столицею віцекоролівства Ріо-де-ла-Плата, а Еліо — новим віцекоролем. Однак інші міста Східної смуги підтримали Аргентинську хунту, і в ході Східної революції до Монтевідео 23 червня 1814 року увійшли аргентинсько-повстанські війська. Так було покінчено з іспанським пануванням, і нові губернатори Монтевідео представляли вже Об'єднані провінції Південної Америки.
В липні 1816 року внаслідок португальського вторгнення губернаторство було ліквідовано, а територію анексувало Сполучене королівство Португалії, Бразилії й Алгарве.